# Alexander (actor)
Enrique Sakamoto (坂本 エンリケ Sakamoto Enrike?,  Trujillo, 3 de diciembre de 1982), mejor conocido bajo su nombre artístico de Alexander (アレクサンダー Arekusandā?), es un actor y modelo japonés de ascendencia peruana, afiliado a Watanabe Entertainment. Nacido en Trujillo, emigró a Japón a la edad de diez años y comenzó a trabajar como modelo cuando aún era un estudiante de secundaria. Modeló para numerosas revistas de moda masculina y también participó en desfiles y espectáculos de marcas japonesas y extranjeras.
Está casado con la ex-idol Nozomi Kawasaki, exmiembro del grupo femenino AKB48. El 29 de agosto de 2017, la pareja le dio la bienvenida a su primer hijo, un varón.

## Filmografía

### Televisión
| Año  | Título                                                  | Papel                                          | Cadena   | Notas           |
| ---- | ------------------------------------------------------- | ---------------------------------------------- | -------- | --------------- |
|      | Hey! Hey! Hey! Music Champ                              |                                                | Fuji TV  |                 |
| 2009 | Kamen Rider Decade                                      | Amazon (Daisuke Yamamoto) / Kamen Rider Amazon | TV Asahi | Episodios 28-29 |
| 2009 | Shuzo Matsuoka no Jōnetsu Carge Nekketsu! Honki Ōen-dan |                                                | TV Asahi |                 |
|      | Sanma's Karakuri-TV                                     |                                                | TBS      |                 |
| 2014 | 5-ji ni Muchū!                                          |                                                | Tokyo MX |                 |
| 2014 | High Noon TV Viking!                                    |                                                | Fuji TV  |                 |
| 2015 | Run for Money Tōsō-chū                                  |                                                | Fuji TV  |                 |

### Películas
| Año  | Título     | Papel  | Notas |
| ---- | ---------- | ------ | ----- |
| 2001 | So Faraway | Kanata |       |